# Mesoplaneta (temperatura)

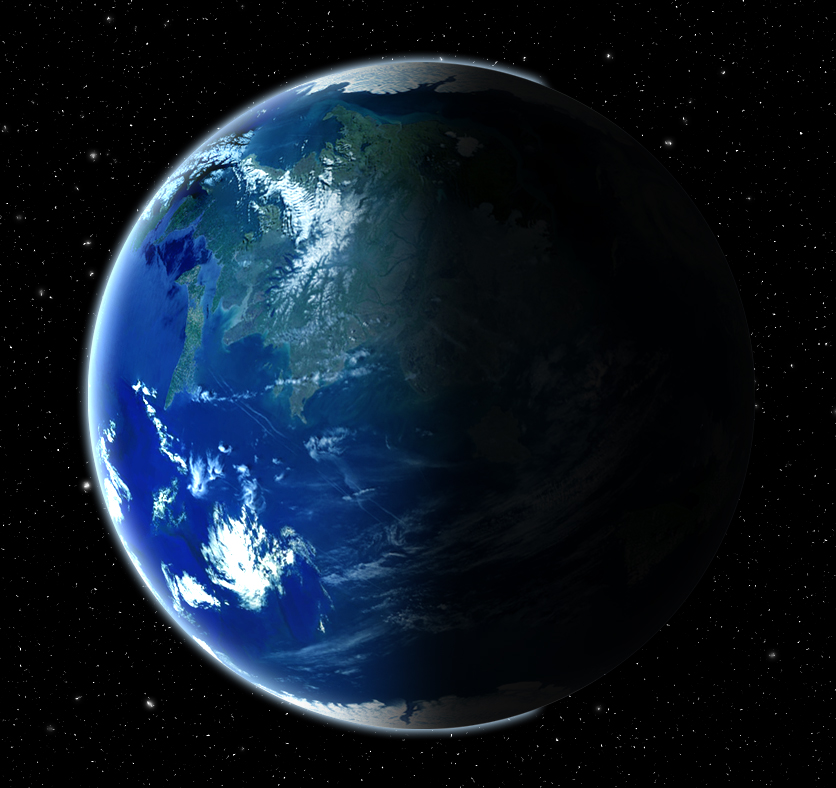
Impresión artística de un mesoplaneta análogo a la Tierra.

Un mesoplaneta es un cuerpo planetario con una temperatura media superficial de entre 0 °C y 50 °C, y con capacidad para albergar algún tipo de vida. Forma parte de la clasificación térmica de habitabilidad planetaria propuesta por el PHL (del inglés «Planetary Habitability Laboratory») de la Universidad de Puerto Rico en Arecibo.
Los mesoplanetas pertenecen a la zona «Ricitos de Oro» de sus estrellas, ya que por definición es el área térmica alrededor de una estrella que permite la existencia de agua en estado líquido en cualquier cuerpo telúrico ubicado dentro de sus límites. Además, albergan el rango de temperaturas idóneo para la vida tal y como la conocemos, así que se espera que la gran mayoría de exoplanetas habitados por formas de vida complejas en la galaxia pertenezcan a esta categoría o a psicroplanetas con temperaturas medias muy próximas a 0 °C (como Kepler-442b).
En el sistema solar el único mesoplaneta es la Tierra, aunque Mercurio y Marte pueden alcanzar temperaturas propias de estos planetas en determinadas regiones, en ciertas épocas del año y en momentos específicos del día; si bien su media térmica los situaría en otras categorías si fuesen habitables (hipertermoplaneta e hipopsicroplaneta, respectivamente).

## Características

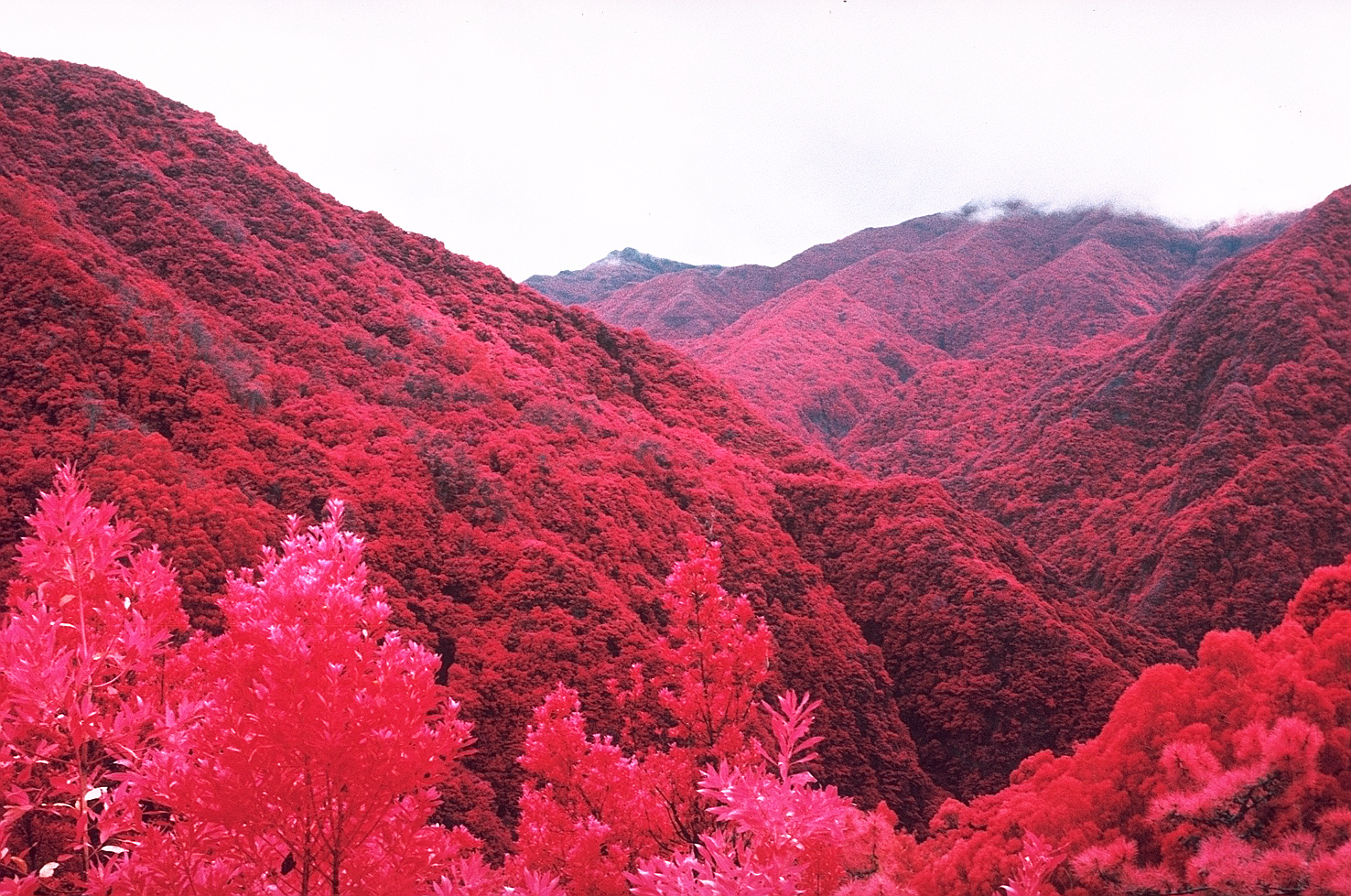
Fotografía infrarroja de la Isla de Madeira en Portugal, recreando un hipotético paisaje de un mesoplaneta de un sistema estelar tipo K.

Los planetas pertenecientes a esta categoría pueden presentar condiciones radicalmente distintas. Pueden ser planetas terrestres o gigantes gaseosos (si su densidad estimada difiere de la real), registrar un efecto invernadero descontrolado similar al de Venus si han perdido gran parte de su hidrógeno primigenio por escape hidrodinámico (algo que podría ser común en mesoplanetas anclados por marea a sus estrellas, como consecuencia de la pertenencia a una enana roja o naranja de tipo K-tardío), haber sufrido una glaciación global permanente fruto de una extensión retroalimentativa de sus casquetes polares (un escenario factible en cuerpos planetarios con temperaturas medias próximas a los 0 °C), ser planetas desiertos o estériles, contar con una vegetación que adopte mayoritariamente un tono poco común en la Tierra y que confiera un color distinto a sus masas continentales vistas desde el espacio (como el rojo, amarillo, naranja o negro; en función del tipo de estrella a la que orbiten), tener una alta excentricidad que suponga drásticas variaciones térmicas entre el periastro y el apoastro, etc. Por estas y otras razones, el término «mesoplaneta» no debe ser confundido con el de «planeta Ricitos de Oro» (más amplio y que en determinadas condiciones podría incluir también a psicroplanetas, termoplanetas y gigantes gaseosos) o el de «análogo a la Tierra» (más restrictivo y que sí conlleva el carácter potencialmente habitable de un cuerpo planetario). No obstante, se espera que la mayoría de los exoplanetas similares a la Tierra pertenezcan a esta categoría.
| Clase         | Hipopsicroplanetas (hP)   | Psicroplanetas (P)                       | Mesoplanetas (M)                        | Termoplanetas (T)*                                       | Hipertermoplanetas (hT)*                         |
| Rango térmico | <-50 °C                   | -50 °C a 0 °C                            | 0 °C a 50 °C                            | 50 °C a 100 °C                                           | >100 °C                                          |
| Ejemplos      | - Kepler-186f - KOI-4427b | - Kepler-442b - Kepler-62f - Kepler-174d | - La Tierra - Kepler-438b - Kepler-296e | - Kepler-395c (NH) - Gliese 682 b (NH) - Kepler-52d (NH) | - Venus (NH) - Kepler-49e (NH) - Kepler-55b (NH) |

*No hay hallazgos confirmados de (T) y (hT). Los ejemplos son exoplanetas «no habitables» (NH) con temperaturas propias de esta clase de cuerpos planetarios.

## Ubicación

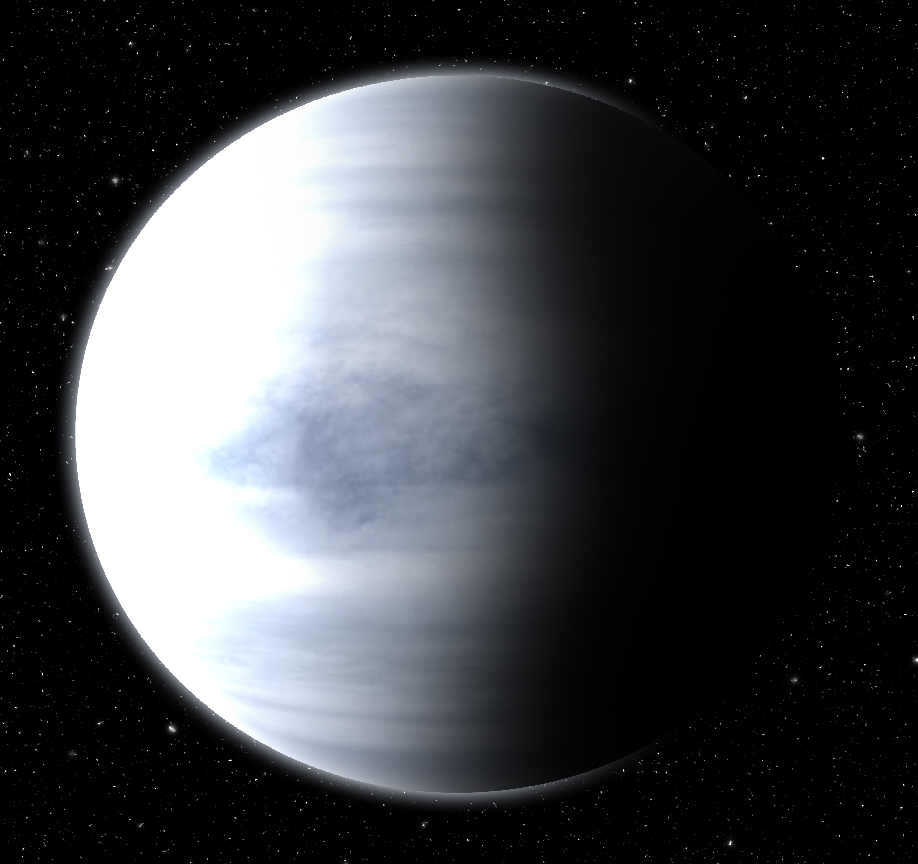
Posible aspecto de Kepler-443b, un hipotético mesoplaneta que probablemente sea de tipo minineptuno.

Los mesoplanetas se encuentran próximos al centro de la zona habitable de sus estrellas, normalmente desplazados hacia el confín interno de la misma. Para establecer la posición respecto al centro de la zona de habitabilidad de un sistema estelar, el PHL ha desarrollado un indicador, el HZD (del inglés «Habitable Zone Distance»), con un valor positivo para cuerpos situados más lejos de su estrella y negativo para los más cercanos (el 0 supone una localización exacta en el centro de la zona habitable del sistema). La Tierra, el único mesoplaneta del sistema solar (con una temperatura media de 14 °C), tiene un HZD de -0,5 (ligeramente desviado hacia el confín interno), por lo que los mesoplanetas registrarán mayoritariamente valores similares.

## Habitabilidad
Actualmente, los expertos estudian el potencial para la vida de los nuevos hallazgos exoplanetarios en función del único referente conocido: La Tierra. Como tal, el indicador IST (Índice de Similitud con la Tierra), que muestra el grado de parentesco con nuestro planeta en una escala comprendida entre el 0 (sin semejanza alguna) y el 1 (asignado a la Tierra), es el más empleado a día de hoy para catalogar a los exoplanetas potencialmente habitables. En el catálogo de exoplanetas con mayor potencial para la vida, que los ordena en función de su IST, los diez primeros puestos están ocupados casi en su totalidad por mesoplanetas.
Es posible que haya psicroplanetas estimados que muestren en la realidad temperaturas medias propias de los mesoplanetas (como consecuencia de una mayor densidad atmosférica y/o presencia de gases de efecto invernadero, menor albedo, etc.), pero la opinión más extendida entre los expertos es que los mejores candidatos para albergar vida compleja (vegetal y animal) son los mesoplanetas, y no se espera encontrar organismos vivos (más allá de seres unicelulares) en psicroplanetas y termoplanetas.
Los cinco mesoplanetas extrasolares confirmados con mayor IST en febrero de 2015 eran Kepler-438b (88 %), Kepler-296e (85 %), Gliese 667 Cc (84 %), Kepler-62e (83 %) y Gliese 832 c (81 %).